# Gleb
Gleb – imię męskie pochodzenia staroskandynawskiego; rosyjska wersja staroskandynawskiego imienia Guðleifr, które powstało z guð - "bóg" i leifr - "spadkobierca". Wśród patronów - św. Gleb, męczennik pod Kijowem, towarzysz św. Borysa. Imię to nosił także Gleb Jurijewicz, książę kijowski w latach 1169 i 1170-1171.
Gleb imieniny obchodzi 24 lipca.
- Gleb – rosyjski biskup prawosławny
- Gleb – rosyjski biskup prawosławny
- Gleb – biskup Rosyjskiego Kościoła Prawosławnego